# متیل آرژینین
متیل آرژینین (به انگلیسی: Methylarginine) با فرمول شیمیایی C7H16N4O2 یک ترکیب شیمیایی با شناسه پاب‌کم 6531 است. که جرم مولی آن ۱۸۸٫۲۳ گرم بر مول می‌باشد.